# Saint Etienne (band)
|  | For andre betydninger af Saint Etienne, se Saint-Étienne (flertydig) |
Saint Etienne er en engelsk indie musikgruppe, dannet i 1988 af de to barndomsvenner Pete Wiggs og Bob Stanley, der opkaldte gruppen efter den franske fodboldklub Saint Etienne, hvor Michel Platini i tidernes morgen trådte sine barnesko. I 1991 fik de selskab af Sarah Cracknell, der tidligere havde været sangerinde i Prime Time.
Efter at have hittet på klubberne med Neil Young-covernummeret Only Love Can Break Your Heart og Kiss and Make Up udsendte Saint Etienne i 1991 albummet Fox Base Alpha. Albummet fik generelt gode anmeldelser og spredte gruppens popularitet til det meste af Europa.
Med 1993-udgivelsen So Tough bevægede Saint Etienne sig op af hitlisterne. Den popularitet havde gruppen dog svært ved at bevare, og det var først med albummet Good Humour fra 1998, at gruppens eksperimenterede popnumre atter ramte en tone, der bragte bred begejstring.
Efterfølgende har gruppen udgivet et par album, hvor af Finisterre var det mest succesfulde. Dette album fik igen anmelderne op af stolene, der lod sig imponere af den måde, hvorpå Saint Etienne ubesværet blandede genrer som techno, feministisk hiphop og elektro med plysbetrukket sofapop.

## Diskografi

### Albums
- 1991: Foxbase Alpha
- 1993: So Tough
- 1994: Tiger Bay
- 1998: Good Humour
- 2000: Sound of Water
- 2002: Finisterre
- 2006: Tales from the Turnpike  House